# Четыре кота
Кафе «Четыре кота» (кат. Els Quatre Gats) — богемное кафе в средневековом квартале Барселоны, открывшееся в 1897 году по образу и подобию парижского «Чёрного кота».
Изначально включало в себя маленькую гостиницу и кабаре. Знаменито прежде всего тем, что его постоянными гостями были Пабло Пикассо и его знаменитый друг Антонио Гауди, скульптор Хулио Гонсалес и композитор Исаак Альбенис и многие другие таланты «прекрасной эпохи». В 1900 году в кафе прошли две первые персональные выставки работ Пикассо.
Кафе находится на узкой улочке в Готическом квартале, открыто с часу дня до часу ночи, по вечерам играет пианист. В своё время в этом качестве выступали такие знаменитые композиторы, как Исаак Альбенис и Энрике Гранадос.
Во время правления Франко здание кафе было снесено, но в 1970-е годы его полностью восстановили в первоначальном виде в рамках программы повышения привлекательности Барселоны для туристов.